# Schwartzia antioquensis
Schwartzia antioquensis är en tvåhjärtbladig växtart som beskrevs av Gir.-cañas. Schwartzia antioquensis ingår i släktet Schwartzia och familjen Marcgraviaceae. Inga underarter finns listade i Catalogue of Life.